# Veridiana da Fonseca
Veridiana Mostaço da Fonseca, nota anche con lo pseudonimo di Verê (Londrina, 30 dicembre 1982), è un'ex pallavolista brasiliana, che giocava nel ruolo di libero.

## Carriera
La carriera di Veridiana da Fonseca inizia a livello giovanile nella squadra della sua città, il Grêmio Literário e Recreativo Londrinense, prima di passare al São Caetano; nello stesso periodo fa parte delle selezioni giovanili brasiliane, vincendo nella categoria pre-juniores il campionato sudamericano 1998 e disputando la finale al campionato mondiale 1999, dove riceve i premi di miglior ricevitrice e miglior libero, mentre a livello juniores vince sia il campionato sudamericano 2000 che il campionato mondiale juniores 2001.
Nella stagione 2000-01 inizia la carriera professionistica, debuttando nella Superliga brasiliana con la maglia dell'Associação Desportiva Classista BCN di Osasco, col quale gioca tre finali scudetto consecutive, vincendo quelle del 2002-03 e 2003-04, venendo premiata come miglior ricevitrice e miglior libero nella seconda; oltre ai titoli nazionali, si aggiudica tre edizioni del Campionato Paulista. Nella stagione 2004-05 gioca nel Minas Tênis Clube, venendo nuovamente premiata come miglior ricevitrice del campionato; durante l'estate del 2005 viene convocata per la prima volta nella nazionale brasiliana maggiore, collezionando qualche presenza soprattutto nei tornei minori.
Dopo una stagione al Clube Desportivo Macaé Sports, nel campionato 2006-07 gioca per la prima volta all'estero, ingaggiata dal Clube Académico da Trofa, vincendo lo scudetto e la Coppa di Portogallo. La stagione successiva rientra in Brasile, ingaggiata dal Brusque, mentre nei tre campionati successivi veste le maglie di altrettanti club, ritornando al Minas Tênis Clube, per poi passare all'Esporte Clube Pinheiros e tornare infine al São Caetano, questa volta in prima squadra.
Nella stagione 2011-12 passa al GRER di Araçatuba, col quale vince il suo quarto Campionato Paulista, mentre nella stagione successiva gioca per il Sesi; nel corso della stagione è costretta a saltare alcune partite a causa di un problema cardiaco. Nella stagione 2013-14 passa all'Amigos do Vôlei, ricevendo il premio di miglior ricevitrice del campionato.
Nel campionato 2015-16 fa ritorno all'Esporte Clube Pinheiros.

## Palmarès

### Club
- Campionato brasiliano: 2

2002-03, 2003-04
- Campionato portoghese: 1

2006-07
- Coppa di Portogallo: 1

2006-07
- Campionato Paulista: 4

2001, 2002, 2003, 2011
- Coppa San Paolo: 1

2012
- Salonpas Cup: 2

2001, 2002

### Nazionale (competizioni minori)
- Campionato sudamericano pre-juniores 1998
- Campionato mondiale pre-juniores 1999
- Campionato sudamericano juniores 2000
- Campionato mondiale juniores 2001

### Premi individuali
- 1999 - Campionato mondiale pre-juniores: Miglior ricevitrice
- 1999 - Campionato mondiale pre-juniores: Miglior libero
- 2004 - Superliga: Miglior ricevitrice
- 2004 - Superliga: Miglior libero
- 2005 - Superliga: Miglior ricevitrice
- 2014 - Superliga Série A: Miglior ricevitrice